# 公主庭院陶瓷博物馆
公主庭院陶瓷博物馆（荷蘭語：Keramiekmuseum Princessehof）是位於荷蘭菲仕蘭省呂伐登的一座博物館，於1917年開館，以收藏欧洲和亚洲的瓷器而闻名。

## 歷史
博物館的建築物完工於1693年，原為范·艾爾瓦家族所有。1731年，當時的奧蘭治親王妃瑪麗·路易絲買下了這座建築；1711年奧蘭治親王約翰·威廉·弗里索·范·奧蘭治-拿騷意外渡河溺死，瑪麗成為寡婦，並在當年兒子威廉四世出世時擔任攝政王。瑪莉搬進來後，開始收藏陶瓷，她的收藏成為日後博物館收藏的一部分。
瑪麗·路易絲去世後，這座建築被分為三棟房屋，其中一棟後來為呂伐登藝術收藏家南尼·奧特瑪（Nanne Ottema，1874-1955年）和他的妻子格莉耶·金瑪（Grietje Kingma）所有，後者於1917年創建了博物館。
荷蘭著名的版畫藝術家莫里茲·柯尼利斯·艾雪於1898年於原建築的其中一棟房屋出生。

## 藏品
館內藏品約有35,000件，主要為欧洲和亚洲各地的瓷器，其中來自中國的瓷器（範圍從古早的青銅器時期到明清的精瓷）收藏堪稱全荷蘭之冠。館內的圖書館藏有陶瓷相關書籍。博物館還永久陳列著荷蘭陶藝家揚·范德法特（Jan van der Vaart）生前的工作室。

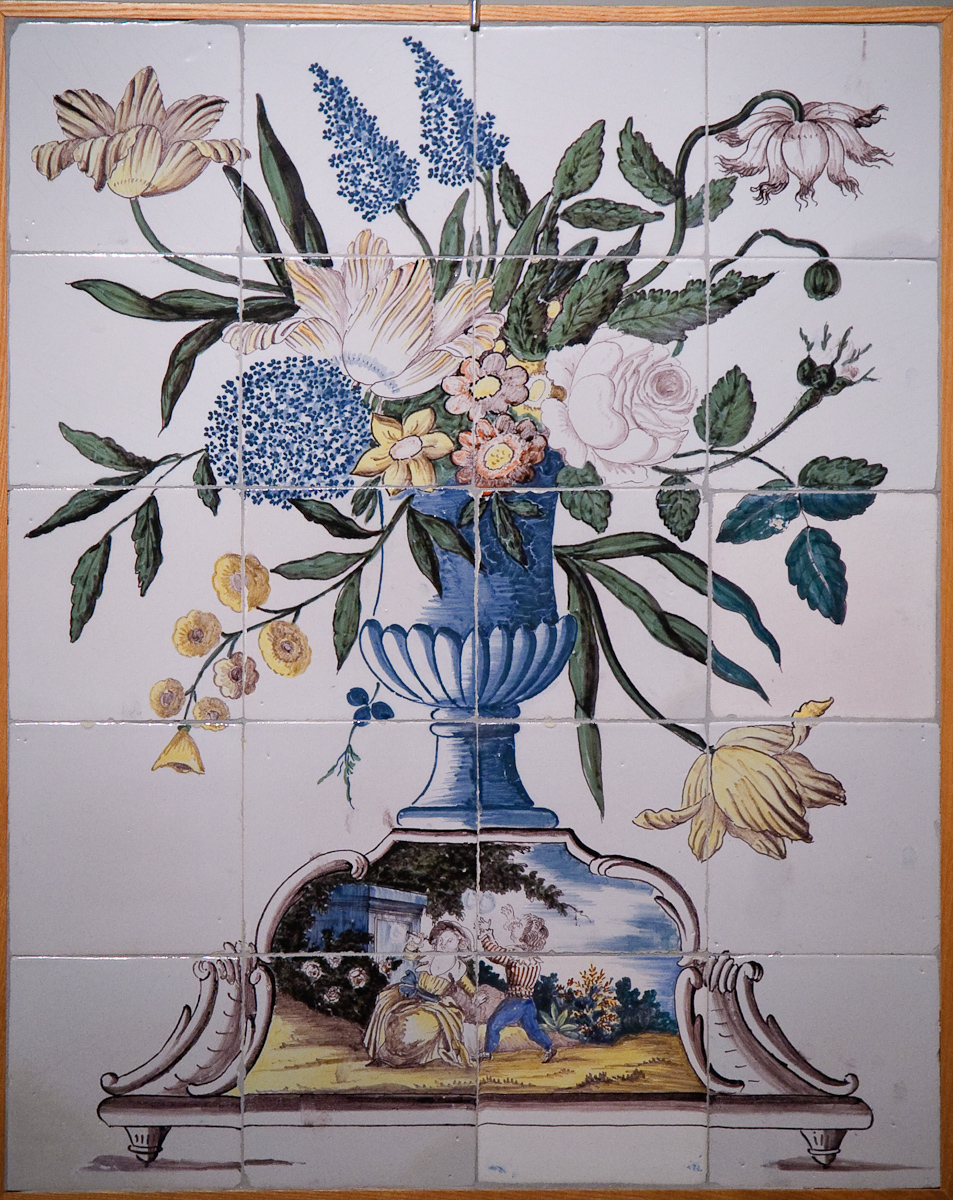
瓷磚花畫
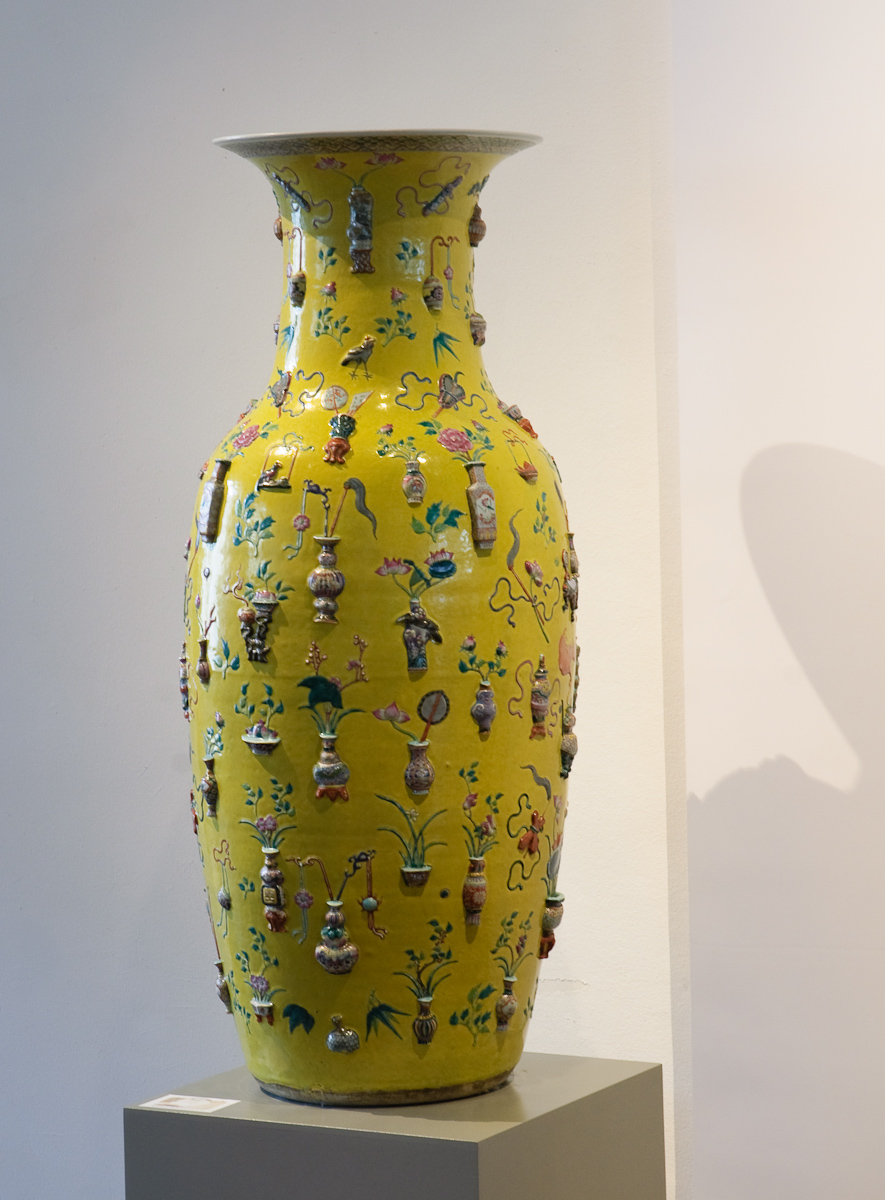
黃色花瓶
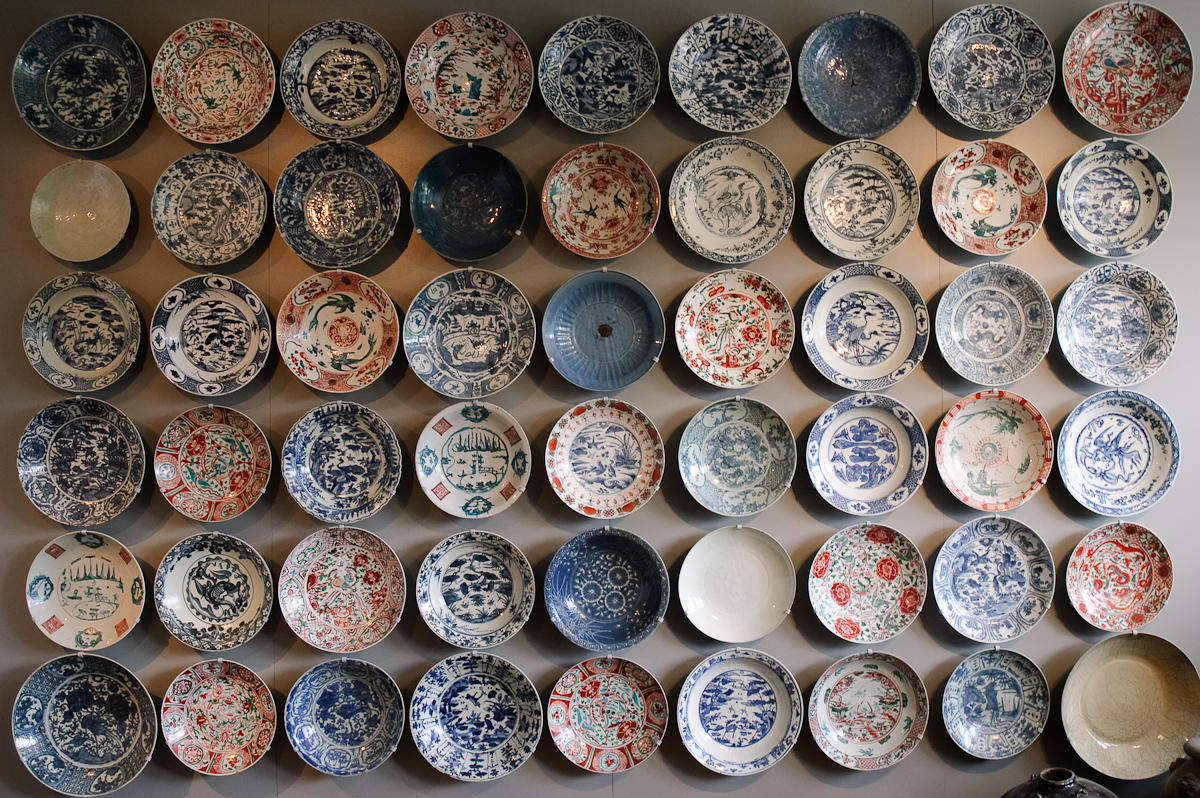
以漳州瓷器（英语：Swatow ware）裝飾的牆壁
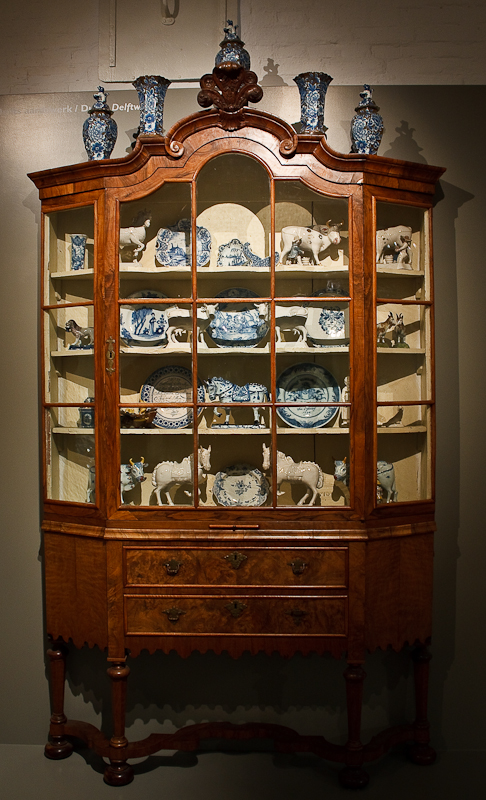
台夫特藍陶
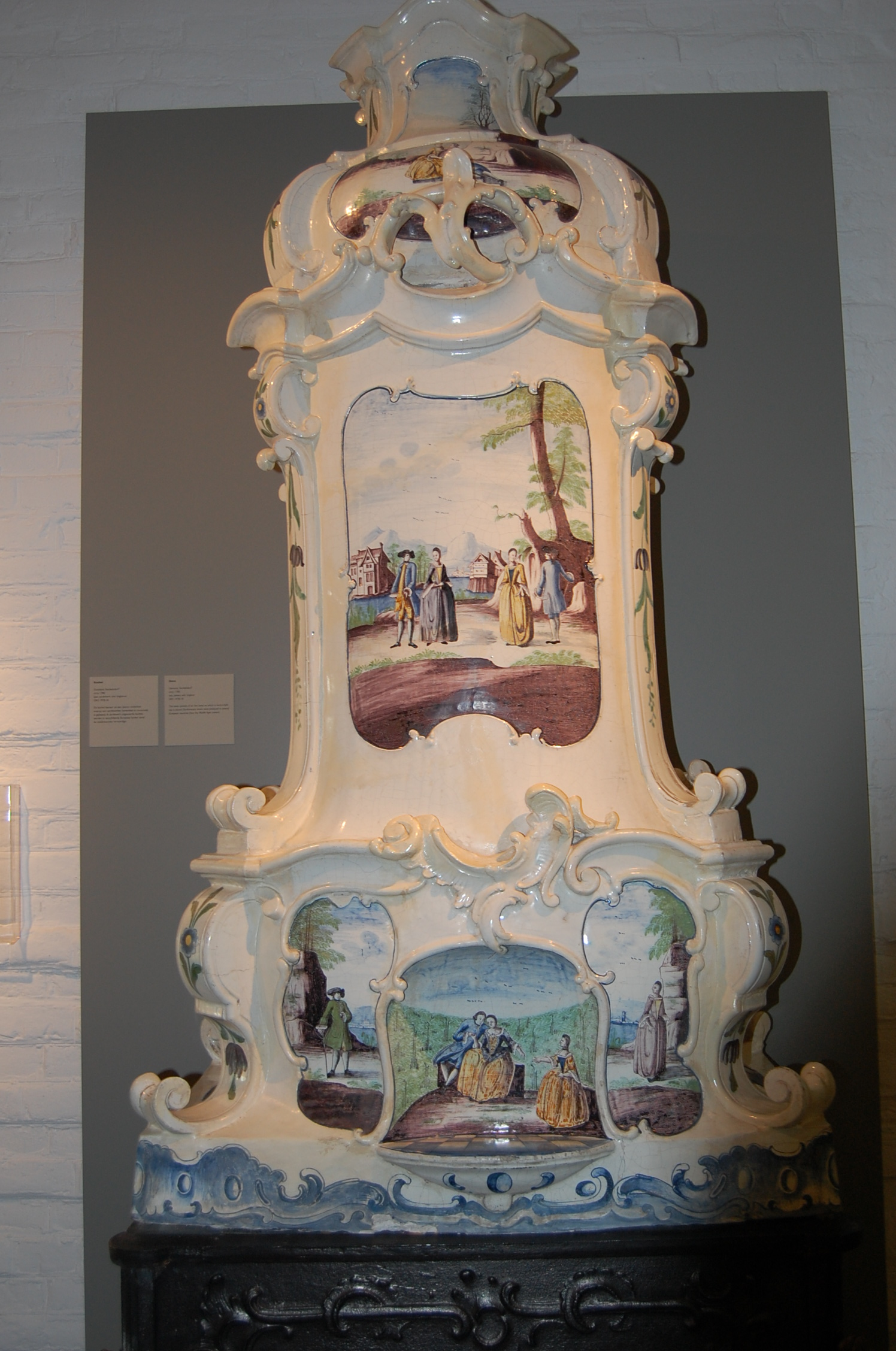
壁爐架
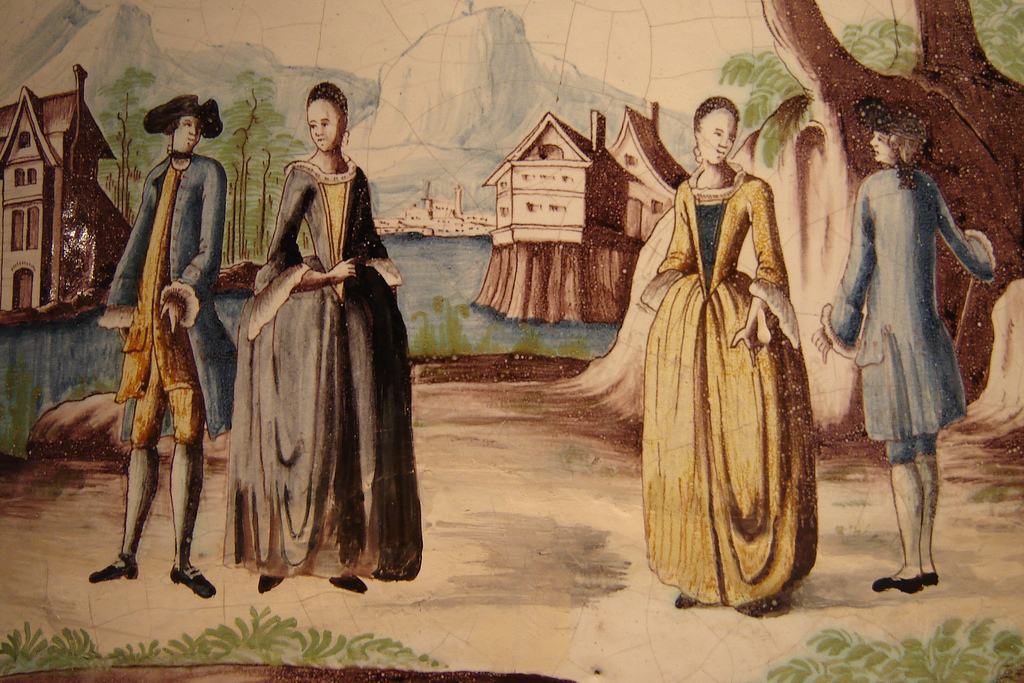
壁爐架上的瓷器畫

## 改造工程
2018年呂伐登被評為歐洲文化之都，公主庭院陶瓷博物馆也逢開館100週年，藉此機會，博物館進行了重大的改造，以提升對遊客的吸引力和便利性。改造計畫由當地的傳媒機構《The Ambassadors of Aesthetics》邀請阿姆斯特丹的i29室內設計師事務所共同規劃。經改造後室內規劃更新為現代風格，並新增了展覽區及商店、茶室、廣場。

## 外部連結
- 公主庭院陶瓷博物馆 （页面存档备份，存于） （荷兰文）（英文）
- 走入居民生活的百年古蹟：讓人誤以為身處酒吧的「陶瓷博物館」 （页面存档备份，存于）